# Extended Versions (Ringo-Starr-Album)
Extended Versions ist das 22. Musikalbum und das siebte Livealbum von Ringo Starr nach der Trennung der Beatles. Es wurde am 1. Juni 2003 in den USA veröffentlicht. In Deutschland und Großbritannien erschien das Album nicht.

## Entstehungsgeschichte
Nach dem Erscheinen des letzten Livealbums The Anthology… So Far im Februar 2001 begab sich Ringo Starr vom 26. Juli bis zum 2. September 2001 auf eine USA-Tournee und gab mit der Seventh All-Starr-Band 29 Konzerte.
Am 22. August 2001 wurde das Konzert im Rosemont Theatre in Chicago aufgezeichnet und Teile des Konzerts als CD von King Biscuit unter dem Titel King Biscuit Flower Hour Presents Ringo & His New All-Starr Band im August 2002 veröffentlicht. Wiederum ein Jahr später, im Juni 2003, wurden von der Tonträgergesellschaft BMG unter dem Titel Extended Versions weitere fünf, bisher unveröffentlichte Lieder dieses Konzerts veröffentlicht, sodass insgesamt 21 der 26 Lieder des Konzerts auf den beiden CDs erhältlich sind.
Das vollständige Programm der Konzerte der Tournee des Jahres 2001 war wie folgt:
1. Photograph
2. Act Naturally
3. The Court of the Crimson King (Greg Lake)
4. The Logical Song (Roger Hodgson)
5. No One Is to Blame (Howard Jones)
6. Cleveland Rocks (Ian Hunter)
7. A Love Bizarre (Sheila E.)
8. Boys
9. Give a Little Bit (Roger Hodgson)
10. You’re Sixteen
11. Yellow Submarine
12. Karn Evil 9 (First Impressions, Pt. 2) (Greg Lake)
13. I’m the Greatest
14. No No Song
15. Back Off Boogaloo
16. Things Can Only Get Better (Howard Jones)
17. Irene Wilde (Ian Hunter)
18. The Glamorous Life (Sheila E.)
19. I Wanna Be Your Man
20. Lucky Man (Greg Lake)
21. Everlasting Love (Howard Jones)
22. Take the Long Way Home (Roger Hodgson)
23. All the Young Dudes (Ian Hunter)
24. It Don’t Come Easy
25. Don’t Go Where the Road Don’t Go
26. With a Little Help from My Friends

Extended Versions ist kein individueller Titel des Albums, sondern der Name einer Serie von CDs, die mit verschiedenen Künstlern von BMG veröffentlicht wurde. Nach der Veröffentlichung des Albums wurde der Plattenvertrag in den USA mit BMG nicht fortgeführt, da es sich lediglich um eine Veröffentlichung innerhalb der Extended-Versions-Serie handelte.
Fünf der zehn Lieder der CD wurden von Ringo Starr gesungen.

## Covergestaltung
Das Cover entwarf David K. Kessler. Das Coverfoto wurde von Paul Natkin aufgenommen. Der CD liegt ein Einleblatt bei.

## Titelliste
1. Yellow Submarine (John Lennon/Paul McCartney) – 2:57
2. Karn Evil 9 (Emerson, Lake and Palmer) – 5:30 b
  - Gesungen von Greg Lake
3. It Don’t Come Easy (Richard Starkey a) – 2:56 b
4. I Still Love Rock ’n’ Roll (aka Irene Wilde) (Ian Hunter) – 4:35 b
  - Gesungen von Ian Hunter
5. Act Naturally (Morrison, Russell) – 2:29
6. Photograph (Richard Starkey/George Harrison) – 3:41
7. Love Bizarre (Escovedo) – 4:05 b
  - Gesungen von Sheila E.
8. With a Little Help from My Friends (John Lennon/Paul McCartney) – 4:59 (Gekürzte Version)
9. Everlasting Love (Howard Jones) – 5:13 b
  - Gesungen von Howard Jones
10. The Glamorous Life (Prince) – 5:09 (Gekürzte Version)
  - Gesungen von Sheila E.

## Wiederveröffentlichungen
Die CD-Veröffentlichung aus dem Jahr 2003 wurde bisher nicht neu remastert.

## Single-Auskopplungen
Aus dem Album wurden keine Singleauskopplungen vorgenommen.

## Sonstiges
- Eine Veröffentlichung im LP-Format erfolgte nicht.
- Im Oktober 2002 wurde eine DVD mit dem Titel Ringo & His New All Starr Band veröffentlicht, diese enthält folgende Lieder:

1. Photograph
2. Act Naturally
3. The Logical Song
4. Cleveland Rocks
5. Back Off Boogaloo
6. I Wanna Be Your Man
7. You’re Sixteen
8. Yellow Submarine
9. Things Can Only Get Better
10. Lucky Man
11. Give a Little Bit
12. No One Is to Blame
13. The No No Song
14. It Don’t Come Easy
15. The Glamorous Life
16. Take the Long Way Home
17. All the Young Dudes
18. Don’t Go Where the Road Don’t Go
19. With a Little Help from My Friends